# Paul Vignancour
Charles-Marie-Paul Vignancour (auch Paul Vignancour oder Paul Vignancourt; * 7. Mai 1908 in Clermont-Ferrand; † 8. November 1987) war ein französischer römisch-katholischer Geistlicher und Erzbischof von Bourges.

## Leben
Er empfing am 11. April 1936 das Sakrament der Priesterweihe.
Am 18. Dezember 1957 wurde er von Papst Pius XII. zum Bischof von Valence ernannt. Die Bischofsweihe spendete ihm am 19. März 1958 in der Kathedrale von Clermont-Ferrand der Bischof von Clermont Pierre-Abel-Louis Chappot de la Chanonie; Mitkonsekratoren waren Aimable Chassaigne, Bischof von Tulle, und Jean-Marie Villot, Weihbischof in Paris. Paul Vignancour nahm an allen vier Sitzungsperioden des Zweiten Vatikanischen Konzils teil. Er wurde am 6. März 1966 zum Titularerzbischof von Neapolis in Proconsulari erhoben und zum Koadjutorerzbischof von Bourges bestellt. Am 10. Oktober 1969 folgte er auf dem erzbischöflichen Stuhl von Bourges.
Papst Johannes Paul II. nahm am 8. April 1984 seinen altersbedingten Rücktritt an.
Beigesetzt wurde Paul Vignancour in der Krypta der Kathedrale von Bourges.

## Auszeichnungen
- Ritter der Ehrenlegion (1970)